# サテライト鹿児島
サテライト鹿児島（サテライトかごしま）は、鹿児島県鹿児島市千日町にある競輪場外車券売場である。
本項では併設されているオートレース場外車券売場のオートレース鹿児島
（オートレースかごしま）についても記述する。

## 概要
当初は『天文館サービスセンターnaya』として金生町2-1の納屋通り沿いに2007年2月15日オープンしたが、前売専用施設であった上に施設が手狭であったことから、拡張のため移転することになり、2009年11月10日に閉鎖され、現在地に『サテライト鹿児島』として同年11月16日移転オープンする。2017年7月22日には施設の一部を改装して『オートレース鹿児島』を併設しオープンさせている。

## サテライト鹿児島
サテライト鹿児島では、武雄競輪場の全開催と、全ての特別競輪・記念競輪、一部の場のナイター競輪を1日最大3場まで発売している。

## オートレース鹿児島
オートレース鹿児島では、飯塚オートレース場を中心としてナイター競走を含む1日最大2場まで発売している。

## 施設
ビルのテナントとして2階と3階に入居しており、主に2階で発売している。
- 一般席126
- 車椅子席2
- 特別観覧席14

## アクセス
- 鹿児島市電天文館通停留場下車、徒歩3分。
- 自家用車は周辺の駐車場利用となる、